# Frances Theodora Parsons
Frances Theodora "Dana" Parsons (de soltera Smith (5 de diciembre de 1861 - 10 de junio de 1952), por lo general como la señora William Starr Dana, fue una botánica estadounidense y autora activa en Estados Unidos a finales del siglo XIX y principios del XX.

## Biografía
Su primer marido, William Starr Dana (matrimonio celebrado el 20 de mayo de 1884, falleció el 1 de enero de 1890), fue un oficial naval. Más tarde, se casó el 8 de febrero de 1896 con James Russell Parsons, un político del Estado de Nueva York y más tarde diplomático. Tuvieron un hijo, Russell.
Era partidaria activa del Partido Republicano, así como del Partido Progresista. También fue defensora del sufragio femenino.
Su obra botánica más importante fue Cómo conocer las flores salvajes (1893) primera guía de campo para América del Norte de flores silvestres. Era una gran novedad, la primera impresión pudo venderse en cinco días. Esa obra obtuvo respuestas favorables de Theodore Roosevelt y de Rudyard Kipling, entre otros. La obra pasó por varias ediciones en su vida, y se ha mantenido en impresión en el siglo XXI.

## Otras obras publicadas
- How to Know the Wild Flowers. 1893. New York: Charles Scribner's Son's. Ilustró Marion Satterlee. Reimpreso en 2014. Ed. BiblioLife, 494 p. ISBN 1294752243, ISBN 9781294752240

- A Selection of Fifty Plates from "How to Know the Wild Flowers," ilustró Marion Satterlee. Ed. C. Scribner's Sons, 1894, 50 p.

- Plants and their Children, 1896. 272 p.

- How to Know the Ferns. 1899. Autora listada como Frances Theodora Parsons. Ilustró Marion Satterlee y Alice Josephine Smith. 1ª impresión en Toronto: The Publisher's Syndicate Limited; y al menos siete más impresiones, de 1899 a 1925 por New York: Charles Scribner's Son's; dos más por New York: Dover Books; y otra impresión en 2005, por Kessinger Publ. 114 p.

- According To Season. 1902. Ed. ilustrada, reimpreso en 1924, ed. Houghton Mifflin Harcourt Publ. Co. 175 p. ISBN 0395554136, ISBN 9780395554135

- Perchance Some Day. 1951, autobiografía, impresión privada. 360 p.

- La abreviatura «F.Parsons» se emplea para indicar a Frances Theodora Parsons como autoridad en la descripción y clasificación científica de los vegetales.[1]